# 下古斯涅
48°53′58″N 23°3′18″E / 48.89944°N 23.05500°E
下古斯涅（烏克蘭語：Нижнє Гусне），是烏克蘭西部的村莊，隸屬利維夫州的桑比爾區。該村處於古斯尼揚卡河畔，始建於1556年，面積1.9平方公里，海拔高度703米，2001年人口259。